# Аије
Аије (фр. Ahuillé) је насељено место у Француској у региону Лоара, у департману Мајен.
По подацима из 2011. године у општини је живело 1860 становника, а густина насељености је износила 64,2 становника/km².

## Демографија
| 1962. | 1968. | 1975. | 1982. | 1990. | 2011. |
| ----- | ----- | ----- | ----- | ----- | ----- |
| 902   | 841   | 885   | 1.454 | 1.399 | 1.860 |